# HD 35528
HD 35528，又名CD-37 2176，SAO 195809、HR 1797，是一颗恒星，视星等为6.82，位于銀經241.66，銀緯-32.75，其B1900.0坐标为赤經5h 20m 12.1s，赤緯-37° -32.75′ 44″。